# Machinaal leren
Machinaal leren of machinelearning (ook vaak afgekort tot ML) is een subset van kunstmatige intelligentie (ook wel "artificiële intelligentie", AI) om via big data voorheen exclusief menselijke vormen van patroonherkenning te digitaliseren, zodat computersystemen kunnen leren naar analogie van hoe mensen dat doen. Dit leerproces maakt gebruik van technieken die voortkomen uit datamining om een grote hoeveelheid gegevens te internaliseren tot AI-algoritmen . Binnenin de ML bestaan er nog gevorderde sub-technieken zoals deep learning en reinforcement learning.

## Werking
In de kunstmatige intelligentie maakt men gebruik van een statistisch model, bijvoorbeeld een neuraal netwerk, dat bestaat uit zogenaamde parameters: getalwaardes die een statistische verband vertegenwoordigen. Zo'n model is ingericht om als respons op invoergegevens (bijvoorbeeld een plaatje of een stuk tekst) uitvoergegevens te produceren (bijvoorbeeld een categorie, een aangepast plaatje, of een ander stuk tekst).
Bij machinaal leren worden de parameters van het model eerst geinitialiseerd met beginwaardes (bijvoorbeeld willekeurige waardes). Dan wordt er een groot aantal invoergegevens (zogenaamde big data) ingevoerd. Bij elke invoer krijgt het model terugkoppeling over de juistheid van zijn uitvoer. In het begin is de uitvoer meestal slecht: deze immers gebaseerd op willekeurige parameters waar geen kennis in zit. Geleidelijk kan het model echter zijn parameters verbeteren om de volgende keer een betere uitvoer te leveren. Bijvoorbeeld: bij negatieve terugkoppeling worden de betrokken parameters aangepast, en bij positieve terugkoppeling niet. Zo wordt het model geleidelijk tot een AI-algoritme getraind dat in staat is om nieuwe invoergegevens die het nog niet eerder gezien heeft automatisch correct te verwerken.
Het is mogelijk om een model ook tijdens de inzet in de praktijk nog verder te laten leren.
Een voordeel van machinaal leren is dat het patronen kan vinden in grote hoeveelheden gegevens. Zo kan men een model snel nieuwe vaardigenheden leren, kan het resulterende model menselijke arbeid aanvullen of vervangen, en kan het soms zelfs beter worden in gespecialiseerde taken dan ervaren menselijke krachten (bijvoorbeeld bij de analyse van medische scans). Voorbeelden van eindproducten zijn patroonherkenning in smartphones, het stellen van diagnoses van ziektebeelden, zelfrijdende auto's en zoekrobots.

### Leermodellen
Verschillende benaderingen van machinaal leren gebruiken verschillende leermodellen (waarbij leer-'model' niet verwijst naar een AI-model, maar naar een opzet van het leerproces), die vooral van elkaar verschillen in de manier waarop het model terugkoppeling krijgt over de correctheid van zijn uitvoer. Het gekozen leermodel hangt sterkt af van de beschikbare gegevens, de beoogde usecases en het programmeerprobleem, zoals patroonherkenning, logisch redenerende programma's of zelflerende neurale netwerken. Zo zijn er bijvoorbeeld de volgende vijf leermodellen die vervolgens gecombineerd kunnen worden al naar gelang de beschikbare gegevens en het beoogde doel:

#### Leren onder supervisie
Dit leermodel omvat het trainen van een model op basis van een set trainingsgegevens waarin voor iedere invoer bekend is welke uitvoer er verwacht wordt: er is een antwoordsleutel bekend.
Een voorbeeld is een model dat getraind wordt om in plaatjes van bloemen te herkennen of het gaat om een madeliefje of een viooltje. Als van elk plaatje bekend is om welke bloem het gaat, kan de uitvoer van het model steeds direct worden gecorrigeerd.

#### Leren zonder supervisie
In dit leermodel zijn de trainingsgegevens niet op voorhand gemarkeerd met een antwoordsleutel. In dat geval kan een model nog steeds leren om de gegevens bijvoorbeeld te categoriseren. Als dezelfde plaatjes van bloemen gebruikt worden, maar de antwoordsleutel is niet bekend, zou een model bijvoorbeeld gevraagd kunnen worden om de plaatjes in twee groepen te verdelen.

#### Gemengde supervisie
Dit leermodel is een combinatie van leren met en zonder supervisie. Dit is waardevol omdat er in de praktijk vaak veel meer ongemarkeerde gegevens dan gemarkeerde gegevens beschikbaar zijn. De ongemarkeerde gegevens worden gebruikt voor leren zonder supervisie, om snel veel informatie in te voeren, en de gemarkeerde gegevens worden gebruikt voor leren met supervisie, zodat het model niet 'uit de bocht vliegt' (zie "modelinstorting").

#### Zelfcontrolerend
Een specifiek soort leren zonder supervisie is zelfcontrolerende training. Een neuraal netwerk in de robotica kan bijvoorbeeld met vallen of opstaan leren om een robot te besturen in een simulatie of fysieke test.

#### Bekrachtigend leren
Dit leermodel wordt toegepast in situaties waarin zelfs de trainers eigenlijk niet weten wat de juiste uitkomst is. De correctheid van een uitvoer van het model wordt ingeschat via een puntensystem. Een wiskundige berekening wordt losgelaten op een bepaalde ingegeven richtlijn of reglement en bepaalt voor elke uitvoer een score.
Het trainen is zodanig ingericht dat het model wordt beloofd voor het zo snel mogelijk verzamelen van zo veel mogelijk punten. Het wordt bijvoorbeeld ingezet bij het schaken waarvan niet alle mogelijke combinaties bekend zijn. Een voorbeeld van een schaakcomputer is IBM's computerprogramma Deep Blue.
Dit leermodel wordt gebruikt door ChatGPT in combinatie met zelfcontrolerend leren, zodat er bijgestuurd en gecorrigeerd kan worden met regels en juistheden.

## Maatschappelijk debat
De ontwikkeling van machinaal leren, in het bijzonder voor generatieve AI, is het onderwerp van aanzienlijk maatschappelijk debat.

### Energieverbruik
Het trainen van AI-modellen door middel van machinaal leren vergt veel werkt van datacentra, en dat kost veel energie. Dit is het onderwerp van maatschappelijk debat.
De simpelste vorm van machinaal leren wordt "kleine AI" genoemd. Het gaat dan bijvoorbeeld om het trainen van een model voor een specifieke toepassing, op basis van een kleine set gegevens. Dit heeft doorgaans een laag energieverbruik. Het toepassen of zelfs trainen van dergelijke modellen kan soms zelfs lokaal uitgevoerd worden in een app of smartphone.
Sommige gespecialiseerde technieken zoals deep learning vragen meer gegevens en verbruiken meer energie tijdens het trainen, vooral als ze voor meer algemene toepassingen bedoeld zijn. Voorbeelden zijn gezichtsherkenning, marktonderzoek en cybersecurity.
De grootste en meest complexe AI-modellen zijn generatieve AI voor een grote, zeer algemene gebruikersgroep, zoals ChatGPT. Dit behoort tot de "grote AI" en het trainen ervan gebeurt doorgaans via een via een supercomputer. Zowel het trainen als het dagelijks gebruik hebben veel energieverbruik nodig omdat het zich richt tot algemene onderwerpen.

### Vooroordelen
Een getraind AI-model vrijwaren van vooroordelen en desinformatie is een streefdoel van veel betrokkenen en vereist doorlopend aandacht bij het inleren en inzetten van dergelijke modellen.

### Onzorgvuldige vrijgave
AI-modellen voor algemeen gebruik worden vaak met geen of beperkte supervisie getraind op zeer grote hoeveelheden gegevens. Bij dergelijke modellen is er het risico dat eigenaardige of gevaarlijke uitvoer wordt gegeven.
Zo gaf het AI-systeem Gemini van Google al eens het advies om 30 ml lijm aan spaghettisaus toe te voegen om te voorkomen dat kaas van de pizza valt. Een pijnlijk maar ook gevaarlijk advies. Wanneer ontdekt wordt dat een AI-model dergelijke antwoorden geeft duurt het vaak lang voor er een correctie plaatsvindt, omdat (afhankelijk van de precieze modelstructuur) het corrigeren van een eenmaal getraind model bewerkelijk kan zijn.

### Modelinstorting
Modelinstorting (Engels: model collapse) is een fenomeen waarbij een model voor machinaal leren geleidelijk degenereert. Dit kan gebeuren als het model zonder supervisie wordt getraind op basis van synthetische gegevens, dat wil zeggen: gegevens die op hun beurt gegenereerd zijn door een ander model (bijvoorbeeld een eerdere versie van hetzelfde model).
Bij het gebruik van synthetische gegevens voor het trainen van een model is het belangrijk dat er ergens onderweg getoetst wordt aan de werkelijkheid, bijvoorbeeld door bij het trainen alleen die synthetische gegevens te gebruiken die door een mens als correct (of mooi, of anderszins waardevol) worden gemarkeerd. Gebeurt dit niet, dan worden fouten die onderweg in de gegevens geslopen zijn nooit meer gecorrigeerd, en worden eigenaardigheden die voortkomen uit de structuur van het model uitvergroot. Uiteindelijk kan een model hierdoor sterk in kwaliteit achteruit gaan of zelfs onbruikbaar worden.

### Zelfversterkend vermogen
Machinaal leren kan gebruikt worden om modellen te ontwikkelen die zelf software schrijven, wiskundige problemen oplossen, of wetenschappelijk onderzoek doen. Een zelfcontrolerend en -versterkend machinelearning-algoritme kan in theorie ingezet worden om zelfstandig AI-modellen verder te trainen.

## Ontstaansgeschiedenis

### Alan Turing
In 1936 trachtte Alan Turing voor het eerst een antwoord op de vraag te formuleren of machines zouden kunnen denken en menselijke intelligentie vertonen. Aan de hand van een turingtest publiceerde hij het volgende gedachte-experiment: stel dat een computer kan iemand laten geloven dat hij een mens is, dan concludeerde hij dat de computer intelligentie vertoont. In 1950 publiceerde Turing een aanvulling op zijn turingtest, genaamd de Computing Machinery and Intelligence, hierin suggereerde hij dat mensen beschikbare informatie en rede gebruiken om problemen op te lossen en beslissingen te nemen. De huidige AI is ook gericht op hoe computers beslissingen kunnen nemen op basis van bestaande gegevens via machinelearning.

### Eerste AI-algoritme
In 1955, vijf jaar later, werd het bewijs van Turing aangetoond met de Logic Theorist, een geschreven computerprogramma door Allen Newell, Cliff Shaw en Herbert Simon. Dit wordt hedendaags gezien als de eerste kunstmatige intelligentieprogramma en werd gepresenteerd in 1956 tijdens Dartmouth Summer Research Project on Artificial Intelligence (DSRPAI), georganiseerd door John McCarthy en Marvin Minsky.
Twee jaar later, in 1957, gaven Allen Newell, Cliff Shaw en Herbert Simon van RAND Corporation opnieuw een demonstratie van de General Problem Solver (GPS) met hun vernieuwde algoritme genaamd means–ends analysis, het allereerste machinelearning-algoritme dat hedendaags bij sommige AI-systemen nog steeds gebruikt wordt.

### Deep-learning-techniek
In 1982 populariseerden John Hopfield en David Rumelhart de allereerste deep-learning-techniek waarmee computers kunnen leren van menselijke ervaringen, ook het Hopfield-netwerk genoemd. Met deze verbeterde algoritmische toolkit kreeg AI opnieuw een opleving in de jaren 80 met verhoging van fondsen tot wel 400 miljoen dollar tussen 1982 en 1990. Rond dezelfde periode introduceerde Edward Feigenbaum ook zijn besluitvormingsproces, een expertsysteem om een menselijke expert na te bootsen.
Echter, de technologie van computers stond nog maar net in de beginfase, waarna de fondsen fors werden teruggeschroefd wegens gebrek aan rekenkracht en opslagcapaciteit. Tussen 1990 en 2000 bleef het stil rond de ontwikkeling van machinelearning.

### Stroomversnelling
Een echte doorbraak en stroomversnelling van machinelearning kwam er pas rond 2020 en later, waarbij enorme grote opslagcapaciteitsmogelijkheden voorhanden zijn om computersystemen op voorhand te trainen met big data, zoals in de jaren 80 werd geopperd. Voorbeelden zijn AI-chatbots zoals ChatGPT, Google Gemini en Microsoft 365 Copilot.
Een belangrijk element is dat deze doorbraak maar een onderdeel vormt van de globale artificiële intelligentie die vandaag kan worden ingezet. Vaak worden ze ook met andere AI-technieken gecombineerd tot nieuwere oplossingen. Een voorbeeld van een andere techniek is de AI de werd ingezet tijdens COVID-19 voor de warmtebeelden in luchthavens, ook gekend onder de term metadata-fusie.

## Voorbeelden
- Bio-informatica om onder andere eiwitfuncties te voorspellen.
- Natuurlijke taalverwerking, onder andere om de functie van woorden in een zin te bepalen.
- Audiovisuele dataverwerking, onder andere voor het oplossen van visuele of audiocaptchas.
- Spamfilters om automatisch te bepalen welke e-mailberichten potentieel ongewenst zijn en welke niet.